# Lenny White
Leonard White III (New York, 19 december 1949) is een Amerikaanse jazzrockdrummer.

## Biografie
Hij bracht zichzelf op jeugdige leeftijd het drumspel bij en trad daarna op in plaatselijke bands. Hij behoorde met George Cables en Clint Houston tot de huisband van Slug's Saloon, voordat hij eind jaren 1960 regelmatig meespeelde bij Jackie McLean. In 1969 speelde hij bij Miles Davis mee op het album Bitches Brew, dat direct aansluitend aan het Woodstock-Festival in slechts drie dagen werd opgenomen. Het album was zeer ongewoon, werd controvers gediscussieerd, maar verkocht echter buitengewoon goed en telt tegenwoordig als de kiemcel van de fusion.
In 1973 ging hij naar de band Return to Forever. Toen de band in 1973 werd ontbonden, begon zijn carrière als orkestleider. Hij heeft sindsdien meer dan dertien albums geproduceerd, die echter niet zijn grote successen met Miles Davis en Chick Corea konden evenaren.
White had in de loop van zijn carrière met veel bekende jazzmuzikanten gespeeld, waaronder Geri Allen (The Gathering, 1998), Freddie Hubbard, Joe Henderson, Woody Shaw, Gato Barbieri, Gil Evans, Andrew Hill, Stanley Clarke, Hiromi Uehara, Jaco Pastorius en Stan Getz.
In 1990 was hij betrokken bij de muziek voor de film House Party.

## Discografie
- 1975: Venusian Summer (Nemperor Records)
- 1976: Big City (Nemporer Records)
- 1977: The Adventures of Astral Pirates (Elektra Records)
- 1978: Streamline (Elektra Records)
- 1979: Best of Friends (Elektra Records)
- 1980: 29 (Elektra Records)
- 1982:The Griffith Park Collection (Warner Records)
- 1983: Attitude (Wounded Bird Records)
- 1983: In Clinic (DCI)
- 1995: Present Tense (Hip Bop/Koch)
- 1996: Renderers of Spirit (Hip Bop Essence)
- 1999: Edge (Hip Bop Essence)
- 2002: Collection (Hip Bop)
- 2004: Tribute to Earth, Wind, and Fire (Trauma)
- 2009: Jazz in the Garden (Stanley Clarke Trio met Hiromi en L. W, Heads Up)
- 2010: Anomaly (Abstract Logigx)

- Bibsys: 1029713
- Bibliothèque nationale de France: cb139011281 (data)
- Gemeinsame Normdatei: 134555732
- International Standard Name Identifier: 0000 0001 1475 4610
- Library of Congress Control Number: n80122177
- Nationale Bibliotheek van Letland: 000141711
- MusicBrainz: 296a6a56-033f-42cb-a170-188b532f6c14
- Nationale Bibliotheek van Tsjechië: xx0026430
- Nationale Bibliotheek van Israël: 987007334924905171
- Nederlandse Thesaurus van Auteursnamen: 073859184
- Système universitaire de documentation: 244321353
- Virtual International Authority File: 77619781
- WorldCat: E39PBJqvYgb73pmBj69rRyYgKd